# Mount June
Mount June är ett berg i Antarktis. Det ligger i Västantarktis. Inget land gör anspråk på området. Toppen på Mount June är 1 008 meter över havet.
Terrängen runt Mount June är huvudsakligen lite kuperad. Trakten är obefolkad. Det finns inga samhällen i närheten.